# 李志喜

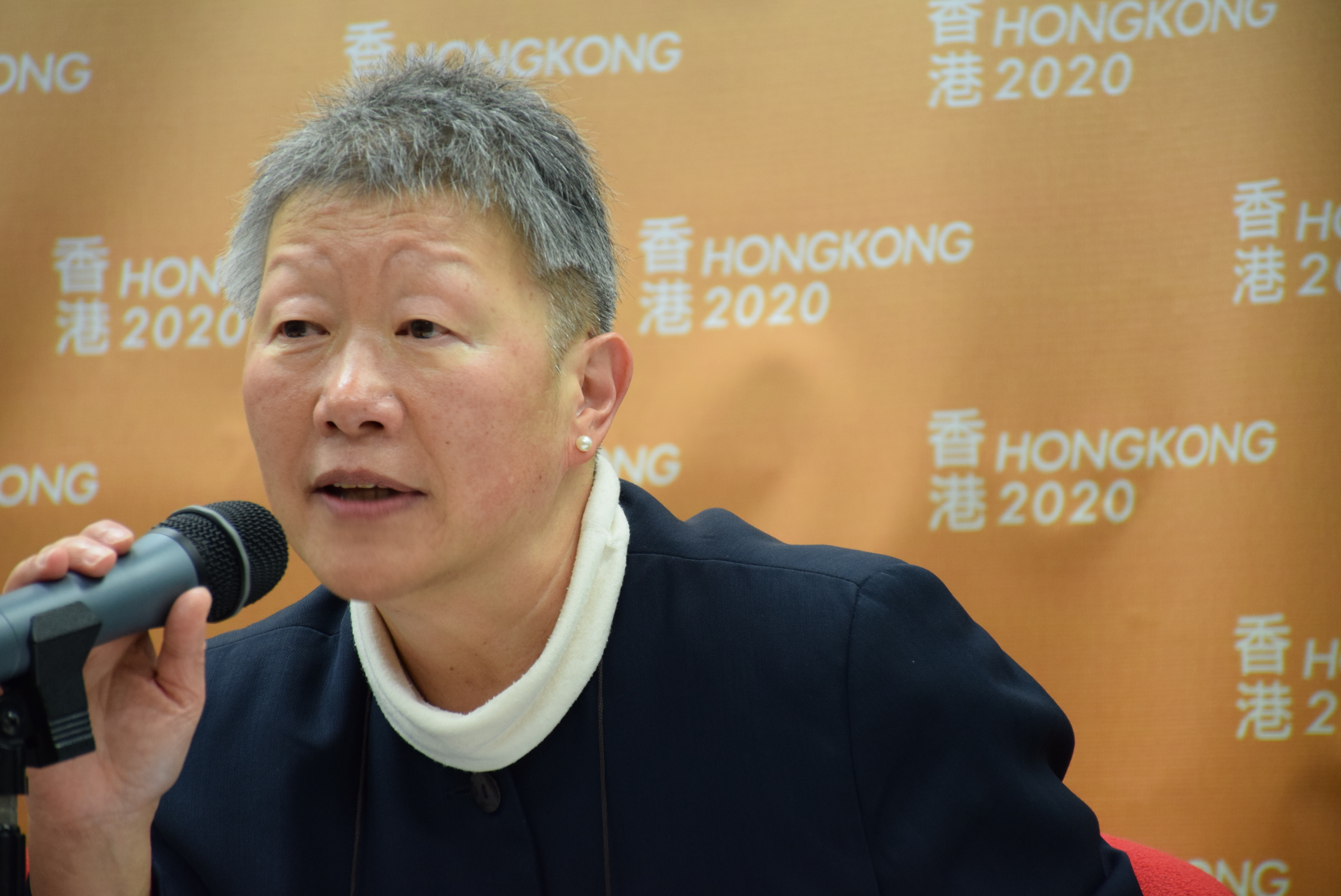
李志喜

李喜，SC，JP（Gladys Li，1948年—），香港大律師公會主席（1995年－1996年），香港資深大律師，曾與其他法律界同行合組「四十五條關注組」，國際司法人員協會香港分會主席。現在是四十五條關注組演變出的政黨公民黨的黨員，任公民黨憲制及管治支部副主席。李志喜是天主教徒，在香港出生及長大；祖籍是廣東省鶴山市，她於1980年代末參加了說客團體，專門就香港的民主、人權以及法治問題，向英國國會游說，同時亦是《基本法》廿三條關注組及四十五條關注組成員。李福善長女及東亞銀行董事局主席兼行政總裁李國寶的堂妹。

## 公職
1992年，李志喜獲委任為香港高等法院暫委法官。2000年，李獲任命為高等法院特委法官。
1994年成為太平紳士。
2005年12月，李志喜獲特區政府任命為版權審裁處主席。
2007年3月30日，終審法院3位法官批評李志喜在審理一宗民事案時，在案件審結30個月後才下判詞，對訴訟人不公平，表示不能接受。

## 居港權訴訟
李志喜曾經參與雙非嬰兒居港權（莊豐源案）、香港居民內地領養子女居港權（談雅然案）及外傭居港權司法覆核訴訟，是申請人的代表大律師。

### 雙非嬰兒居港權
在莊豐源案中，李志喜被法律援助署委派代表原訴人莊豐源，不避利益衝突之嫌，參與其家族堂兄李國能主審的審訊，而且沒有作出任何聲明。其另一位堂兄亦為私院董事，可受惠於大量雙非湧港分娩。，最後在終審法院李國能法官判其堂妹代表一方勝訴。根據該案例，任何中國公民在香港所生子女符合香港永久性居民的資格，即使父母雙方都沒有香港居留權。其後困擾香港社會的「雙非問題」被指是因本案例而起。

### 外傭居港權
2010年底，李志喜協助3個菲傭朋友及菲律賓家庭入稟香港高等法院申請司法覆核，要求推翻《入境條例》對於在香港連續工作滿7年的外籍家庭傭工不能因此成為香港永久性居民的限制，認為該條文違反《基本法》第24條。其中一宗案件於2011年8月22日開審。案件在香港引發外傭居港權爭議。2011年9月30日，香港高等法院原訟法庭就上述首宗司法覆核宣判，法官林文瀚裁定《入境條例》違反基本法。特區政府對判決提出上訴。2012年2月李志喜在上訴法庭表示法庭不需要考慮判決結果對香港社會和經濟造成的影響，有人在香港《文匯報》撰文批評她。
2013年3月25日，香港終審法院在外傭居港權案的主要訴訟「Vallejos訴人事登記處處長」判決政府勝訴。

## 資歷
- 英國劍橋大學文學士
- 英國劍橋大學文學碩士
- 英國大律師 (1971)
- 香港大律師 (1978)
- 香港御用大律師 (1990)
- 香港資深大律師 (1997)

## 外部連結
- Bar List at HKBA